# Menarini Monocar 120
Il Menarini Monocar 120 è un autobus italiano prodotto dal 1988 al 2001.

## Progetto
Verso la fine degli anni '80, la gamma di autobus rialzati proposta dal costruttore Menarini era basata su due modelli: il Monocar 101 SB o SH, destinato prevalentemente ai servizi di linea GT o al noleggio, e il Monocar 110 N o L, destinato prevalentemente alle linee regionali, la cui carrozzeria (tipo C11) era già stata impiegata dalla Menarini sui telai Iveco 370 e  Mercedes 0303, e conosciuta come "Linea SL".

## Tecnica
Il Monocar 120 era proposto nelle lunghezze di 10.5 (120 N) e 12 metri (120 L), in allestimento GT oppure interurbano. Il motore è il FIAT 8460.21X da 9.500 cm3 montato in posizione posteriore, erogante 260 cavalli e abbinato al cambio meccanico ZF S6-150C a 7 marce od automatico sempre ZF. Completavano la dotazione il sistema ABS e il retarder Voith VHBK-130.
Esteticamente il mezzo si distaccava dagli stilemi del Monocar 110, avvicinandosi a quelli del Monocar 101: la linea era caratterizzata dal fascione anteriore bombato, cofano posteriore ondulato e finestrini a filo della carrozzeria.
A partire dal 1990, con l'assorbimento della Menarini nella neonata BredaMenarinibus, il Monocar 120 verrà prodotto con il marchio della nuova società ed in seguito equipaggiato con motore Man da 280 cavalli anziché FIAT.

## Versioni
Il Monocar 120 è stato prodotto in due versioni, aventi le seguenti caratteristiche:

### Monocar 120 N (Normale)
- Lunghezza: 10,5 metri
- Allestimento: Interurbano, Turistico
- Alimentazione: Gasolio
- Porte: 2 ad espulsione

### Monocar 120 L (Lungo)
- Lunghezza: 12 metri
- Allestimento: Interurbano, Turistico
- Alimentazione: Gasolio
- Porte: 2 ad espulsione

## Diffusione
Il Monocar 120, nel lungo periodo di commercializzazione, ha riscosso un buon successo. Discreti quantitativi hanno circolato presso ATV Verona, FAL Matera, Grassani&Garofalo, ASF Como, più varie altre aziende minori. Attualmente sono ancora presenti vari esemplari, grazie alla vita operativa non eccessivamente lunga.